# 血色多鱗普提魚
血色多鱗普提魚，為輻鰭魚綱鱸形目隆頭魚亞目隆頭魚科的其中一種，分布於中東太平洋區，從墨西哥至尼加拉瓜海域，棲息深度150-200公尺，體長可達24公分，棲息在沙石底質海域，生活習性不明，可作為食用魚。